# Sergiu Oleinic
Sergiu Oleinic (25 de dezembro de 1985) é um judoca português nascido na Moldávia. Representa o Sporting Clube de Portugal.

## Carreira
Oleinic participou nos Jogos Olímpicos de 2016, na categoria de –66kg.